# Rei Ayanami
Rei Ayanami (綾波 レイ Ayanami Rei?) es un personaje ficticio creado por Gainax y diseñado por Yoshiyuki Sadamoto, perteneciente a la franquicia de Neon Genesis Evangelion. Rei Ayanami es el "Primer Niño" designada para pilotar la unidad prototipo Evangelion-00.
Al comienzo de la historia, Rei Ayanami es una enigmática figura cuyo inusual comportamiento confunde a sus compañeros. A medida que avanza la trama de la serie, comienza a verse más relacionada con la gente que la rodea, particularmente con su compañero de clase y piloto de Eva, Shinji Ikari. Rei ayanami se revelará como el factor clave en los eventos que concluyen la trama histórica. Su rol en el término de esta no es del todo claro en la serie de televisión, pero sí constituye uno de los principales personajes en la película The End of Evangelion.

## Concepción

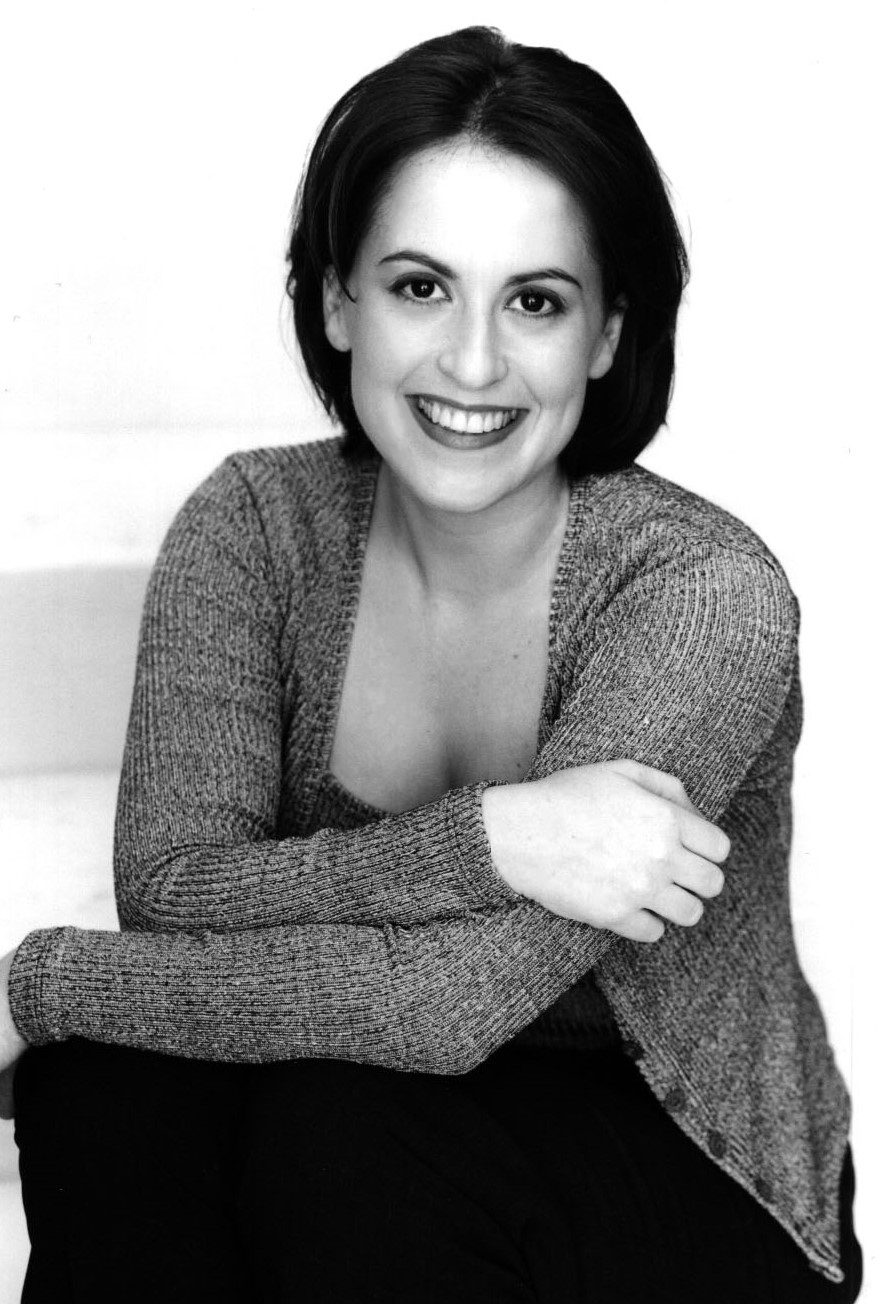
Actriz de voz de Rei Ayanami en la versión norteamericana.

Al igual que muchos personajes de Evangelion, el apellido Ayanami procede de un navío de guerra japonés de la Segunda Guerra Mundial, el destructor de la Clase Fubuki, Ayanami. El sentido exacto del nombre es poco claro, aunque se ha apuntado que haga referencia al personaje de Sailor Moon, Rei Hino.
Respecto al diseño del personaje de Rei, Hideaki Anno aconsejó a Yoshiyuki Sadamoto que «sobre cualquier otra cosa, necesita ser descrita como una chica amargamente infeliz y con poco sentido de la presencia». Sadamoto se inspiró para dibujar a Rei gracias a la canción de la banda Kinniku Shōjo Tai, "Hotai de Masshiro na Shojo" ("La chica blanca con vendajes"). Ukina, un personaje de la obra anterior de Sadamoto, Koto, sirvió como modelo para Rei. Anno requirió un personaje "genial y con cabello corto", y Rei fue originalmente diseñada con piel morena y ojos oscuros; sin embargo, fue necesario distinguirla de la otra protagonista femenina, Asuka Langley Sōryū, por lo que Sadamoto entonces la diseñó con ojos y cabello totalmente opuestos a Asuka. Anno también fue quien sugirió dibujarla con ojos rojos, una característica que le permitió darle más personalidad. Su cabello azul está inspirado en el personaje principal de Aoki Uru.

"Un cambio emocional hace que ciertos músculos de la cara se tensen, produciendo una "expresión". Rei no tiene ninguna expresión, pero ¿es que no siente ninguna emoción, o que simplemente no puede expresarla?" - Yoshiyuki Sadamoto sobre el personaje de Rei.

No se da información específica sobre el origen o pasado de Rei. Ritsuko Akagi afirma que Rei nació en una cierta habitación en los niveles más profundos de NERV. En The End of Evangelion, se declara que Rei fue creada a partir de los "restos recuperados" de Yui Ikari después de que ésta fuera absorbida por el Eva-01 en 2004. La conexión entre Rei y Yui se implica unas pocas veces durante la serie. Gendō presenta a Rei por primera vez al personal de Nerv en 2010 como la "hija de un conocido", de quien está cuidando temporalmente. En ese entonces, Rei tenía apenas 4 años. En el episodio 21, Naoko Akagi dice que Rei se parece físicamente a Yui. 

## Apariciones

### Neon Genesis Evangelion
El papel de Rei en Neon Genesis Evangelion es de coprotagonista, siendo el piloto de la unidad Evangelion-00. Rei aparece por primera vez en el primer episodio del anime, en un estado bastante lamentable debido a una prueba fallida de activación con su Eva. Cuando sus heridas sanan, ayuda a Shinji Ikari a derrotar a los Ángeles, siendo su primera victoria importante contra Ramiel. El siguiente encuentro ignificativo con un ángel, se produce durante el ataque de Matarael a Tokio-3, en el que Rei t
colabora con Shinji y Asuka para derrotar al ángel. Más tarde, los tres niños pelean contra Sahaquiel y Leliel. Sin Shinji, Rei y Asuka intentan vencer al ángel Zeruel, pero ellas terminan siendo duramente derrotadas. Más adelante, Rei aparentemente muere rescantando a Shinji de Armisael, pero regresa bajo circunstancias misteriosas, y finalmente se revela que la "Rei resucitada" es de hecho la tercera encarnación de Rei, la primera de las cuales había sido asesinada años antes de la serie y la segunda había muerto en el incidente mencionado anteriormente.

### The End of Evangelion
En The End of Evangelion, la tercera Rei actúa como el principal catalizador detrás del Tercer Impacto, el cual se inicia después de su fusión con Lilith. Durante el tercer impacto, una figura brillante de Rei se muestra en algunas escenas, la cual observa a Misato y Ritsuko momentos antes de que mueran. Estas imágenes espectrales también aparecen sobre los cadáveres del personal asesinado de Nerv.

### Rebuild of Evangelion
En Rebuild of Evangelion, Rei vuelve a ser un personaje principal, apariciendo por primera vez en  Evangelion: 1.0 You Are (Not) Alone. Su personaje sigue siendo el mismo que en el anime, actuando como piloto del Eva-00 y ayudando a Shinji a derrotar a Ramiel. En Evangelion: 2.0 You Can (Not) Advance, su personaje se desarrolla y su relación con Shinji se muestra mucho más abierta que en la serie original. Rei intenta organizar una cena para sus compañeros y se muestra su esfuerzo en la preparación de la comida. Durante el clímax, es devorada junto con su unidad por el ángel Zeruel. Cuando el Eva-01 despierta, Shinji fuerza su camino en el ángel para rescatar a Rei. Al final de la película, ambos quedan atrapados dentro de la unidad 01, y el acto desencadena el Tercer Impacto.
En Evangelion: 3.0 You Can (Not) Redo, el subcomandante Kōzō Fuyutsuki le revela a Shinji que Rei es un clon de Yui Ikari, su madre (suposición que se tenía en el anime original, pero que jamás fue confirmado en éste), quien fue "absorbida" en el núcleo del Eva-01. La Rei que Shinji trató de salvar también fue absorbida por el Eva-01, y la Rei que aparece es un nuevo clon.

## Personalidad
Al comienzo de la serie, Rei es socialmente retraída, aparentemente sin emociones y rara vez interactúa con otras personas (excepto con Gendō Ikari, a quien inicialmente muestra lealtad pero con quien en general tiene una relación distante). De hecho, vive sola en un apartamento escasamente amueblado y lúgubre de Tokio-3. Sin embargo, a medida que transcurre la historia, Rei comienza a verse más relacionada con la gente que la rodea, expresando emociones e incluso siente tristeza y llora. Los críticos vincularon su personalidad silenciosa y su capacidad limitada para expresar emociones con un trastorno esquizoide de la personalidad.